# Шмидт, Конрад
Конрад Шмидт (нем. Conrad Schmidt; 25 ноября 1863, Кёнигсберг — 14 октября 1932, Берлин) — немецкий экономист, философ и журналист.

## Биография
Конрад Шмидт — старший брат скульптора Кете Кольвиц. В середине 1880-х годов учился в Берлине и в 1887 году защитил в Лейпциге докторскую диссертацию по теме «Натуральная заработная плата», в которой сравнил теории заработной платы и эксплуатации Иоганна Карла Родбертуса и Карла Маркса. Шмидт отверг теорию Маркса как недоказанную гипотезу в пользу теории Родбертуса, который основывался на признании естественных прав. Однако после более тщательного изучения сочинений Маркса Шмидт пересмотрел свой приговор и стал приверженцем марксизма.
Шмидт занимался проблемой, которую Фридрих Энгельс описал в 1885 году в предисловии ко второму тому «Капитала». Шмидт предложил Энгельсу своё решение и при поддержке Энгельса и Карла Каутского в 1889 году выпустил работу «Средний размер прибыли на основе закона стоимости Маркса».
Шмидт сблизился с Фридрихом Энгельсом и часто проводил вечера у него дома. Шмидт и Энгельс поддерживали оживлённую переписку. Письмо Энгельса Шмидту, датированное 27 октября 1890 года, считается важным документом в истории марксизма.
В 1890 году по совету Энгельса Шмидт принял должность редактора швейцарской газеты Züricher Post. Шмидт обратился к экономическому детерминизму Фридриха Энгельса и перешёл на неокантианские позиции. Он подчёркивал этические аспекты рабочего движения: жертвенность, сознательность и партийную верность. По мнению Шмидта эти качества возникают из первичных животных суперэгоистических инстинктов, которые формируются у каждого живого существа в ходе эволюции для сохранения вида и у человека становятся более сознательными и рациональными, чтобы реализоваться в рабочем классе. Философские работы Шмидта, в которых он предлагал соединить марксизм с философией Канта послужили идейным источником ревизионизма.
Шмидт не видел для себя возможности развития академической карьеры в Швейцарии и в 1895 году вернулся в Берлин, где работал сотрудником социал-демократической еженедельной газеты «Форвертс» и состоял в правлении «Свободной народной сцены».
В 1919 году был назначен профессором Берлинского политехнического института.
Похоронен с женой Анной на Центральном кладбище Фридрихсфельде рядом с сестрой и её мужем Карлом Кольвицем.

## Сочинения
- Der natürliche Arbeitslohn. Fischer, Jena 1886
- Die Durchschnittsprofitrate auf Grundlage des Marx’schen Werthgesetzes. J. H. W. Dietz, Stuttgart 1889 Digitalisat Архивная копия от 28 октября 2014 на Wayback Machine
- Soziale Frage und Bodenverstaatlichung, Verlag der Berliner Volkstribüne, Berlin 1890
  - Социальный вопрос и национализация земли Архивная копия от 2 июня 2021 на Wayback Machine / Пер. с нем. М. Гельрота. С предисл. П. П. Маслова. — Одесса, 1906. — 32 с. — (Экономическая библиотека).
- Geld und «Schwundgeld»-Zauberei, Silvio Gesells Erlösungsbotschaft, Dietz Nachfolger, Berlin 1924
- Friedrich Engels: Herrn Eugen Dührings Umwälzung der Wissenschaft. Mit einem Rückblick v. Prof. Conrad Schmidt. 11. unveränd. Aufl. Dietz, Berlin 1928
- Психологическое направление в новейшей политической экономии = Die psychologische Richtung in der National-Oekonomie // Основные проблемы политической экономии. / Дволайцкий Ш., Рубин И. И. (ред.) — М. : Гос. изд-во, 1922. — VIII, 444 с. : ил.